# Cilegon
Cilegon ist eine Stadt und ein selbständiges Munizipium (indonesisch Kota – Stadt) innerhalb der westjavanischen Provinz Banten. Sie belegt 3,77 % der Bevölkerung und 1,74 % der Fläche dieser Provinz.

## Lage
Die Industriestadt Cilegon liegt auf 44 m Höhe an der nordwestlichsten Spitze der Insel Java an der Mündung des Cilegon-Flusses in die Bucht von Ciwandan. Cilegon wird im Osten und Süden vom Regierungsbezirk (indones. Kabupaten) Serang begrenzt, die Küstenlinie der Sundastraße (indones. Selat Sunda) bildet die Nordwestgrenze. Das Munizipium dehnt sich zwischen 5°52'24" und 6°04'07" südlicher Breite sowie 105°54'05" und 106°05'11" östlicher Länge aus.

## Klima
Cilegon hat heißes und feuchtes tropisches Klima. Die Temperaturen schwanken zwischen 22,2 und 35 °C bei hoher Luftfeuchtigkeit (ca. 80 %). Im Jahr 2020 gab es 220 Regentage, die meisten im Dezember (30). Die monatliche Regenmenge lag zwischen 28,8 mm (August) und 368,1 mm (Januar). Die tägliche Sonnenscheindauer war im August am höchsten.

## Bevölkerung
Mit 434.896 Einwohnern lag Cilegon zur Volkszählung 2020 in der Rangliste der bevölkerungsreichsten Städte Indonesiens auf Platz 30. Der Hauptteil der Bevölkerung ist islamischen Glaubens (97,62 %), nur Christen (1,55 %) sind noch nennenswert. Die Wachstumsrate der Bevölkerung betrug zwischen 2010 und 2020 1,49 %. Im Geschlechterverhältnis kommen 103,2 Männer auf 100 Frauen.
Ende 2021 waren 47,34 % der Bevölkerung über 10 Jahren (452.991) ledig, 47,5 % verheiratet, 1,31 % geschieden und 3,85 % verwitwet.

## Territorialstruktur
Das Munizipium (Kota) Cilegon wird in 8 Distrikte (indones. Kecamatan) gegliedert, diese wiederum in 43 Dörfer (indon. Kelurahan) als unterste Ebene.

## Verwaltungsübersicht der Distrikte
| Code 2   | Kecamatan Distrikt | Ibu Kota Verwaltungssitz | Fläche (km²) | Volkszählung 2020 1 | Volkszählung 2020 1 | Volkszählung 2020 1 | Anzahl der Kelurahan 6 |
| Code 2   | Kecamatan Distrikt | Ibu Kota Verwaltungssitz | Fläche (km²) | Einwohner 3         | 0Dichte 40          | Sex Ratio 5         | Anzahl der Kelurahan 6 |
| -------- | ------------------ | ------------------------ | ------------ | ------------------- | ------------------- | ------------------- | ---------------------- |
| 36.72.01 | Cibeber            | Kalitimbang              | 21,49        | 59.704              | 2.778,2             | 103,6               | 6                      |
| 36.72.02 | Cilegon            | Ciwaduk                  | 9,15         | 46.327              | 5.063,1             | 102,0               | 5                      |
| 36.72.03 | Pulomerak          | Lebak Gede               | 19,06        | 48.373              | 2.537,9             | 101,8               | 4                      |
| 36.72.04 | Ciwandan           | Tegal Ratu               | 41,81        | 50.058              | 1.197,3             | 106,2               | 6                      |
| 36.72.05 | Jombang            | Jombang Wetan            | 11,55        | 65.431              | 5.665,0             | 102,6               | 5                      |
| 36.72.06 | Gerogol            | Rawa Arum                | 23,38        | 42.442              | 1.815,3             | 104,2               | 4                      |
| 36.72.07 | Purwakarta         | Purwakarta               | 15,29        | 42.658              | 2.789,9             | 103,4               | 6                      |
| 36.72.08 | Citangkil          | Kebonsari                | 22,98        | 79.903              | 3.477,1             | 102,6               | 7                      |
| 36.72    | Kota Cilegon000    |                          | 000175,51    | 00000434.896        | .00002.477,9        | 103,2               | 43                     |

## Verkehr, Industrie, Tourismus
Cilegon liegt an der Nationalstraße 1 von Jakarta nach Merak und wird ebenso von der Bahnstrecke Jakarta-Merak tangiert.
Einer der größten Stahlproduzenten des Landes (Krakatau Steel) und Chemiebetriebe konzentrieren die Industrie im Westen der Provinz Banten.
2012 übernachteten in den 27 Hotels der Stadt 135.024 Gäste. Bekannte Tourismusziele sind die Berge (Gunung) Batu Lawang und Batur, der Krakatau Country Club, die Große u. Kleine Pfaueninsel (Pulau Merak Besar dan Merak Kecil) sowie die Strände (Pantai) Kelapa Tujuh, Pulorida und Anyer.

## Geschichte
Durch die Regierungsverordnung Nr. 40/1986 wurde das Munizipium (indones. Kota) Cilegon gebildet und durch das Gesetz Nr. 15/1999 neu strukturiert.